# Mariano di San Giuseppe
Mariano di San Giuseppe, in spagnolo: Mariano de San José, al secolo Santiago Altolaguirre Altolaguirre (Igorre, 30 dicembre 1857 – Villanueva del Arzobispo, 26 luglio 1936), è stato un presbitero spagnolo dell'Ordine della Santissima Trinità. Venne fucilato dai repubblicani durante la guerra civile spagnola e fu beatificato come martire da papa Benedetto XVI nel 2007.

## Biografia
Mariano di San Giuseppe apparteneva alla prima generazione della restaurazione dell'Ordine Trinitario in Spagna nel 1879. Nella sua vita religiosa è stato conventuale nel Santuario della Vergine della Fuensanta (Villanueva del Arzobispo-Jaén) dove i trinitari erano dediti all'istruzione e all'educazione cristiana della gioventù. Il 26 luglio 1936, dopo di essere stato torturato, venne fucilato dai repubblicani durante la guerra civile spagnola, insieme ad un suo compagno della comunità della Fuensanta: Giuseppe di Gesù e Maria.

## Culto
Il 28 ottobre 2007, a Roma, il cardinale José Saraiva Martins, prefetto della Congregazione per le Cause dei Santi, ha beatificato, su mandato di papa Benedetto XVI, 498 martiri spagnoli, uccisi "in odium fidei" durante la guerra civile spagnola. Tra questi un gruppo di dieci martiri dell'Ordine della Santissima Trinità: Mariano di San Giuseppe, Giuseppe di Gesù e Maria, Prudencio della Croce, Segundo di Santa Teresa, Giovanni di Gesù e Maria, Luigi di San Michele dei Santi, Melchiorre dello Spirito Santo, Giacomo di Gesù, Giovanni della Vergine del Castellar e la monaca Francesca dell'Incarnazione. Il più anziano del gruppo era Mariano di San Giuseppe.
La Chiesa cattolica celebra la memoria liturgica dei martiri spagnoli del XX secolo il giorno 6 novembre.